# Gerard Hoppen
Gerardus (Gerard) Hoppen (Rotterdam, 7 april 1885 – aldaar, 30 maart 1959) was een Nederlandse beeldhouwer.

## Leven en werk
Hoppen studeerde beeldhouwkunst aan de Academie van Beeldende Kunsten en Technische Wetenschappen in Rotterdam en van 1912 tot 1916 bij Bart van Hove aan de Rijksakademie van beeldende kunsten in Amsterdam. In 1914 won hij een zilveren medaille bij de Prix de Rome. Hij was van 1926 tot zijn dood in 1959 werkzaam in Rotterdam, waar hij beeldhouwkunst doceerde aan de Rotterdamse kunstacademie. Tot zijn leerlingen behoorden onder anderen Cor van Kralingen, Adri Blok, Toos Neger, Frans Fritschy en Hans Petri.

## Enkele werken
- Kardinaal van Rossum (1928) - buste (oorspronkelijk onderdeel van een monument met buste en twee reliëfs)[2], Begijnhof in Amsterdam - herplaatst in 1960
- Monument Haagsche Schouwweg (1941) - monument van A. Glansdorp, beeldhouwwerk van Gerard Hoppen), Leiden
- Oorlogsmonument (1949)[3], Algemene begraafplaats in Berkel en Rodenrijs
- Standbeeld Jan Hamdorff (1961 geëxposeerd), bij voormalig Hotel Hammdorff in Laren

## Afbeeldingen

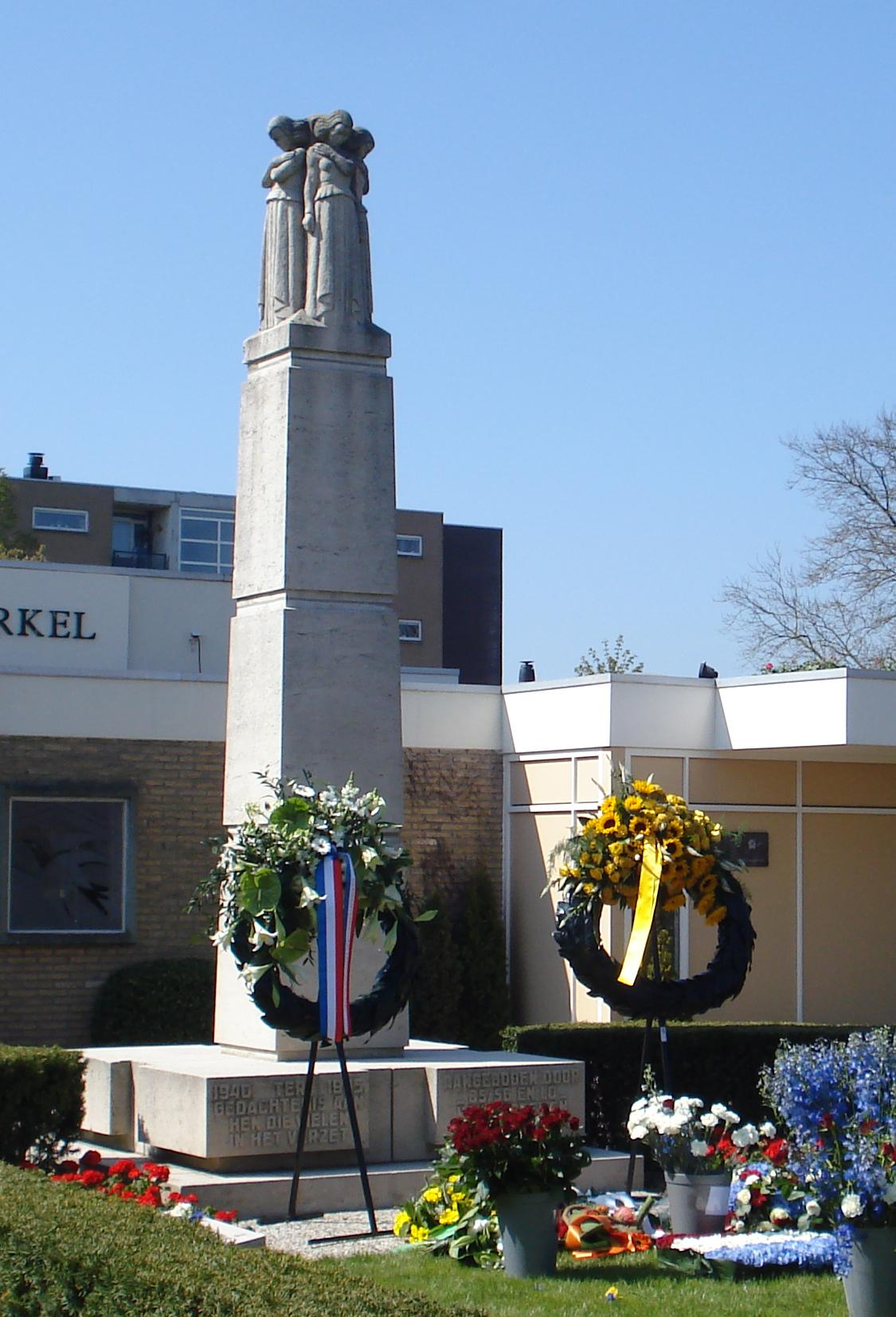
Oorlogsmonument Lansingerland (1949)
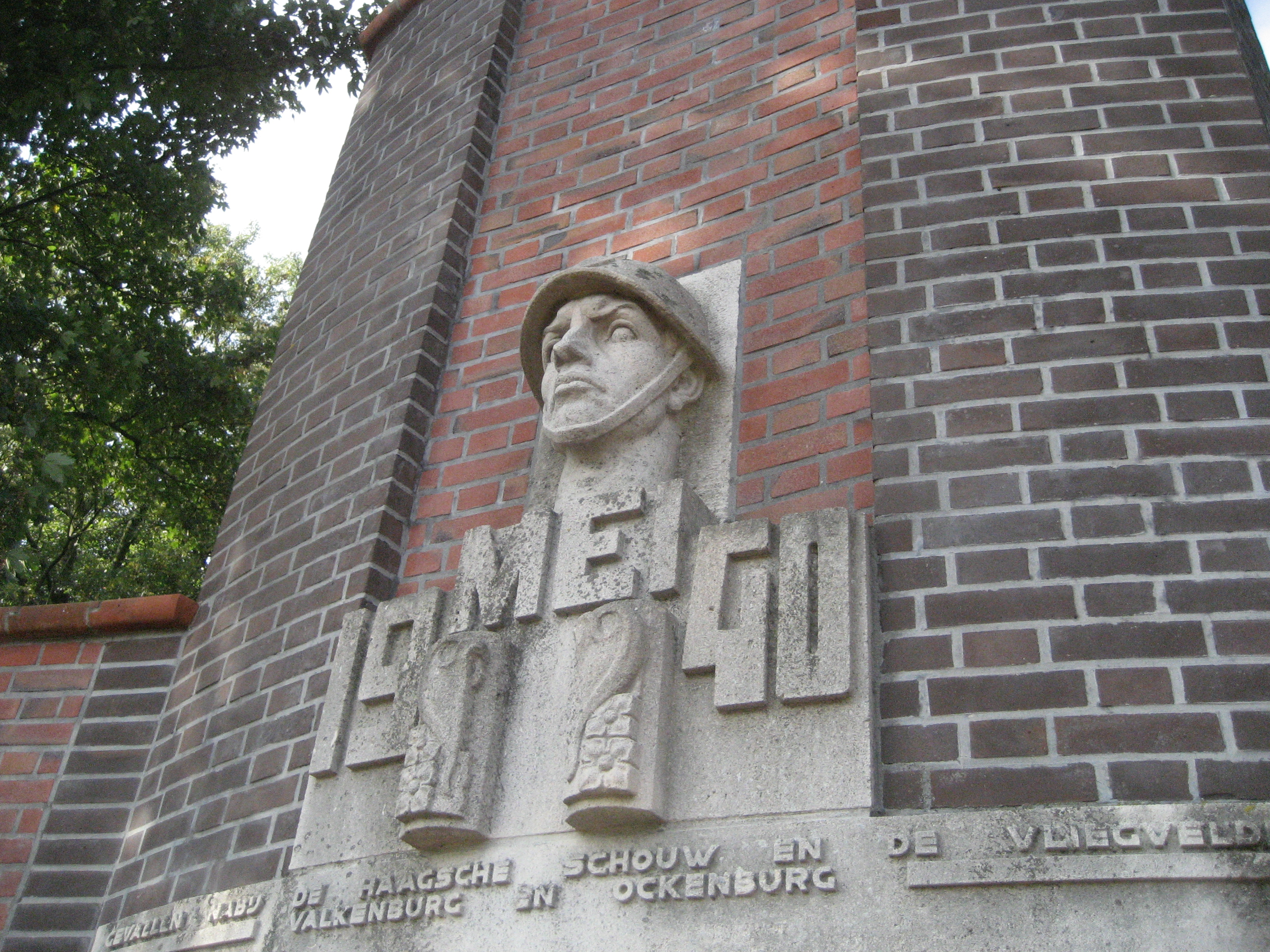
Oorlogsmonument Leiden (1941)